# Hipertermofília
Un hipertermòfil és un organisme que prospera en ambients extremadament calents de 60 °C cap amunt. La temperatura òptima per l'existència dels hipertermòfils és per sobre de 80 °C. Els hipertermòfils són un subgrup dels microorganismes extremòfils, que es troben dins del domini Archaea, tanmateix alguns bacteris també són capaços de suportar temperatures al voltant dels 100 °C. Molts hipertermòfils són capaços de suportar també acidesa i radiació altes.

## Història
Van ser descoberts per Thomas D. Brock el 1969 en fonts calentes del Parc Nacional de Yellowstone a Wyoming. Des d'aleshores s'han descobert més de 50 espècies. Els més extrems requereixen temperatures per sobre de 90 °C per a sobreviure.
Un hipertermòfil extraordinari recent descobert és la soca Strain 121 capaç de doblar la seva població en 24 hores dins una autoclau a 121 °C. El rècord de temperatura de creixement és de 122 °C del microorganime  Methanopyrus kandleri.
Tanmateix sembla improbable sobreviure als 150 °C, ja que, en aquest punt, trenca la cohesió de l'ADN i altres molècules importants.

## Hipertermòfils específics
- Methanopyrus kandleri soca 116, un Archaea en les temperatures entre 80–122 °C.
- Strain 121, un Archaea que viu a 121 °C a l'oceà Pacífic.
- Pyrolobus fumarii, un Archaea que viu a 113 °C a l'oceà Atlàntic.
- Pyrococcus furiosus, un Archaea que prospera a 100 °C, descobert prop d'un volcà italià.
- Geothermobacterium ferrireducens, Bacteri que prospera a 65–100 °C a Yellostone.
- Aquifex aeolicus, Bacteri que viu entr 85–95 °C a Yellowstone.